# Revue archéologique
La Revue archéologique è una rivista accademica francese dedicata all'archeologia. 
È stata fondata nel 1844 e dal 1938  è pubblicata a Parigi da Presses universitaires de France (PUF) ed resa disponibile su internet sul portale web Cairn.info, dove sono liberamente accessibili a tutti i testi pubblicati a cinque anni dalla pubblicazione cartacea. 
È sostenuta dal Centre national de la recherche scientifique e sovvenzionata dal Centre national du livre.
Gli attuali direttori sono Marie-Christine Hellmann e Pierre Gros.

## Storia
La rivista fu fondata a Parigi nel 1844 con il sottotitolo completo di Recueil de documents et de mémoires relatifs à l'étude des monuments et à la philologie de l'Antiquité et du Moyen Âge. Il sottotitolo  fu modificato nel 1847 per includere inoltre la numismatica (Recueil de documents et de mémoires relatifs à l'étude des monuments, à la numismatique et à la philologie de l'Antiquité et du Moyen-âge).
La rivista è stata mensile nel 1844-1882, bimestrale nel 1883-1934, trimestrale nel 1934-1965, con ogni volume costituito da più fascicoli poi riuniti con unica numerazione delle pagine. Dal 1966 è semestrale e pubblicata in due volumi annuali.
La numerazione della rivista è suddivisa in serie:
- 1844-1860: annate 1-16, ciascuna suddivisa in prima e seconda parte
- 1860-1882: nuova serie, annate 1-23, in 44 volumi
- 1883-1902: terza serie: tomi I-XLI
- 1903-1914: quarta serie: tomi I-XXIV
- 1915-1932: quinta serie: tomi I-XXXVI
- 1933-1957: sesta serie: tomi I-L
- 1958-1965: tomi I e II di ciascuna annata
- dal 1966: nuova serie

Tra il 1888 e il 1961 comprendeva una parte relativa all'epigrafia, la Revue des publications épigraphiques relatives à l'antiquité romaine, apparsa anche separatamente e riportata anche nella rivista L'Année épigraphique. Dal 1967 comprende il Bulletin de la Société française d'archéologie classique.

## Caratteristiche
La rivista si occupa prevalentemente di archeologia classica e inizialmente era concentrata in particolare sulle ricerche in territorio francese, ma si è in seguito allargata anche ad altri periodi e regioni del mondo antico. Tratta la ricerca archeologica sotto tutti i suoi aspetti.
La redazione è costituita da un comitato scientifico internazionale di dodici specialisti di diversa provenienza (Gran Bretagna, Germania, Spagna, Grecia, Italia e Russia) e da un comitato di lettura permanente, che si riunisce due volte l'anno. La rivista non rappresenta alcuna scuola o istituzione o associazione ed è totalmente indipendente.
Ospita articoli scientifici, soprattutto in francese, ma anche in inglese, in tedesco, in spagnolo e in italiano da studiosi di diversa provenienza.
Comprende illustrazioni a colori ed ospita resoconti bibliografici (comptes rendus bibliographiques e chroniques bibliographiques, tra cui quelle sui vetri greci e romani e sull'architettura del mondo greco.